# Венеційський Кіпр
Венеційський Кіпр — найсхідніша економічна колонія і військова фортеця Венеційської республіки в Середземномор'ї у період 1489-1571 рр. Історія венеційського Кіпру обірвалася в результаті вторгнення військ Османської імперії, які після багатомісячної облоги, заволоділи трьома фортецями острова і внесли його до свого складу. Венеційці приділяли найбільшу увагу розвитку військової інфраструктури острова, а саме будівництву фортець, мостів і доріг через загрозу втратити колонію. Економічне життя трималося на виробництві та експорті цукру, бавовни й вина. 
У венеційський період економіка Кіпру, попри колишню славу капіталістичної машини Венеції, поступово занепадала через низьку ефективність кріпосної праці експлуатованих грецьких селян, а також через наростання конфліктності між православним грецьким населенням, що перебувало в підлеглому положенні і венеційською меншістю, яка насаджувала католицизм. У зовнішній політиці спроби Венеції грати на протиставленнях між більш лояльними до її присутності у Кіпрі єгипетськими мамлюками на півдні та відкрито ворожими до Венеції (але більш терпимими до грецького православ'я) турками-османами на півночі втратили сенс після захоплення турками Єгипту в 1517 році.

## Венеційська інкорпорація острова
Венеція протягом майже п'яти століть намагалась приєднати Кіпр до свого складу. Перші венеційські купці почали збільшувати свою торгову присутність у тоді ще візантійському Кіпрі після 1000 року. Попри значну військово-торгову міць Венеції в період своєї максимальної могутності (середина XIII століття), планам острівної монархії на Кіпрі щоразу в політичному плані перешкоджали інші суперники в боротьбі за багатства Передньої Азії: спочатку франкські лицарі створили тут Кіпрське королівство, яке в цілому заслужило любов місцевого грецького населення, особливо його більш знатного прошарку. Кіпро-генуезька війна, що завершилася в 1374 році, призвела до відторгнення від Кіпрського королівства його головного торгового порту — міста Фамагуста, що приносив основну частину надходжень до скарбниці, накладення величезної контрибуції, яка поставила королівство на грань банкрутства, призвело до того, що Кіпр потрапив в непереборну фінансову залежність в першу чергу від Генуї, хоча також і від Венеції, що дозволило їй постійно впливати на острів. Наслідки кіпро-генуезької війни були настільки руйнівними для Кіпрського королівства, і принесли такі матеріальні втрати та збитки, що королівство не змогло вже повернутися на попередній рівень економічного розвитку та політичної могутності аж до кінця свого існування в 1489 році, що було на руку Венеції. Вирішальним фактором в анексії острова Венецією було те, що остання королева Кіпру, Катерина Корнаро, була за походженням венеційкою. Під тиском вона передала острів Венеції в обмін на володіння округом Азоло в межах венеційської Терраферми. Пряме вторгнення Венеції допомогло ліквідувати васальну залежність Кіпру від єгипетських султанів, встановлену в 1426 році, але османську загрозу Венеції була зняти вже не під силу.

## Зовнішня політика
Крит та Кіпр були головними заморськими володіннями Венеційської республіки. Населення на початку XVI століття становило близько 200 000 людей. Крім вигідного розташування, яке дозволяло контролювати торгівлю з Левантом, на острові було налагоджено виробництво бавовни та цукру. Для збереження найбільш віддаленої своєї колонії венеційці уклали з єгипетськими мамлюками угоду, за якою щорічно виплачували Каїру 8 000 дукатів «відступними», а після завоювання Єгипту османами в 1517 році аналогічну угоду Венеція змушена була підписати тепер уже з Османською імперією, яка оточила її з усіх сторін, крім західної. Стратегічно вигідне розташування острова у східному Середземномор'ї між Анатолією, Левантом та Єгиптом робило Кіпр очевидною метою майбутньої османської експансії. Кіпрська венеційська влада надавала базу і притулок для християнських піратів, які нападали на судна Османів, в тому числі й з мусульманськими паломниками в Мекку, що служило додатковим дратівливим фактором для всіх без винятку ісламських правителів.

## Падіння
Тим часом Османська імперія продовжувала розширюватися і венеційський Кіпр готувався до атаки з півночі. Султан Селім II, який прийшов до влади в 1566 році, вирішив захопити Кіпр (є легенда, що причиною цього була любов п'яниці-султана до гарного кіпрського вина). З початку 1568 року в Венецію почали надходити тривожні звістки: турецькі агенти почали розпалювати невдоволення серед населення Кіпру, турецькі кораблі розвідували кіпрські гавані, султан уклав з імператором Максиміліаном II восьмирічне перемир'я, вивільнивши цим свої війська. Венеційці терміново зводили укріплення Нікосії та Фамагусти. Але й вони не змогли стримати нападу Османської імперії: в 1570 році Нікосія була захоплена. Майже через рік, після довгої облоги, Фамагуста теж була взята турками-османами. У ході вторгнення загинуло або було продано в рабство близько 56 000 жителів острова (переважно городян, яких турки підозрювали у співпраці з венеційцями). Для відшкодування втрат султан наказав заселити на Кіпрі 20 000 мусульман. Проте, близько 50 000 простих грецьких селян турки не зачепили, так само як і їхнє майно. Більшість із них давно зробили вибір на користь османів, оскільки турки спокійніше ставилися до діяльності православної церкви. За умовами підписаного 3 березня 1573 мирного договору Венеція відмовилася від усіх домагань на Кіпр. За умовами мирного договору, Венеція брала зобов'язання платити султану по 300 тисяч дукатів протягом трьох років і відмовитися від усіх домагань на Кіпр. Підписання миру між Венеційською республікою та Османською імперією викликало шок в іспанських володіннях. Там вважали, що після перемоги при Лепанто турки не загрожують, і вчинок Венеції розцінили як зраду християнського світу. Втрата Кіпру призвела до початку періоду безроздільного панування османського флоту в Східному Середземномор'ї, що фактично зробило неминучою поступову втрату Венецією також і Криту, завоювання якого турками почалося 1648 року і закінчилося 1715 року. Західноєвропейські порядки повернулися на Кіпр лише разом із чиновниками та військовими Британської імперії у 1878 році.